# Bernd Nehrig
Bernd Nehrig (* 28. September 1986 in Heidenheim an der Brenz) ist ein ehemaliger deutscher Fußballspieler. Seit dem Karriereende ist er als Fußballtrainer bzw. -funktionär tätig.

## Sportlicher Werdegang

### Spielerlaufbahn
Nehrig begann mit dem Fußball beim TV Steinheim als Torwart, ehe er 1998 zur Juniorenabteilung des Bundesligisten VfB Stuttgart wechselte. Mit der B-Jugend-Mannschaft des schwäbischen Klubs erreichte er, mittlerweile als Feldspieler aktiv, 2003 das Endspiel um die deutsche Meisterschaft, das jedoch gegen den Nachwuchs von Hertha BSC verloren ging. Zwei Jahre später stand er mit der A-Jugend des VfB im Endspiel, welches mit 1:0 gegen die Juniorenmannschaft des VfL Bochum gewonnen wurde. 2005 nahm er zudem mit der Mannschaft des württembergischen Fußballverbandes am Rheinpokal teil. Parallel entwickelte er sich zum Nachwuchsnationalspieler und durchlief ab 2001 nahezu sämtliche Juniorenauswahlen des Deutschen Fußball-Bundes.
Im Sommer 2005 rückte Nehrig in den Kader der zweiten Mannschaft des VfB Stuttgart auf. Als Amateurspieler lief der gelernte Automobilkaufmann für die Reserve des Klubs in der Regionalliga Süd auf und konnte sich direkt bei seinem ersten Einsatz im Männerbereich – einem 2:2-Unentschieden gegen den späteren Vizemeister und Aufsteiger TuS Koblenz am ersten Spieltag der Spielzeit 2005/06 der drittklassigen Liga – in die Torschützenliste eintragen. In der Folge etablierte er sich an der Seite des vom 1. SC Feucht gekommenen Mittelfeldspielers Peter Perchtold sowie den Angreifern Danny Galm und Tobias Weis in der Offensive der Mannschaft. Bis zum Saisonende gelangen ihm 15 Tore, darunter jeweils ein „Doppelpack“ gegen Eintracht Trier und den 1. FC Eschborn.
In seiner zweiten Spielzeit rückte Nehrig nicht zuletzt wegen seiner Leistungen im ersten Jahr bei der VfB-Reservemannschaft in den erweiterten Kader der Bundesligamannschaft auf. Somit kam er nur noch unregelmäßig bei der Zweitvertretung zum Einsatz und feierte am 26. August 2006 sein Debüt im Profibereich, als er bei der 1:3-Heimniederlage gegen Borussia Dortmund in der 79. Spielminute beim Zwischenstand von 1:2 von Trainer Armin Veh für den Defensivspieler Ludovic Magnin eingewechselt wurde, um – letztendlich vergeblich – die Wende zu schaffen. Nachdem er wegen eines Bänderrisses im Verlauf der Spielzeit pausieren musste, verließ er den späteren deutschen Meister nach diesem einzigen Bundesligaeinsatz im Frühjahr 2007 leihweise, um bei der sich im Abstiegskampf befindlichen Zweitligamannschaft der SpVgg Unterhaching Spielpraxis zu sammeln. Jedoch kam er dort nur dreimal zum Einsatz und konnte den Abstieg des vormaligen Bundesligisten in die Drittklassigkeit nicht verhindern. Außerdem wurde er einmal in der Oberligamannschaft eingesetzt, wo er ein Tor schoss.
Im Sommer 2007 wechselte Nehrig zur SpVgg Greuther Fürth, wo er einen bis 2010 datierten Kontrakt unterzeichnete. In seinem ersten Pflichtspiel für seinen neuen Arbeitgeber gelangen ihm in der ersten Runde des DFB-Pokals beim 3:1-Auswärtserfolg im Stadion am Böllenfalltor gegen den SV Darmstadt 98 zwei Tore. Mit sechs Treffern im gesamten Saisonverlauf platzierte er sich hinter Stefan Reisinger und Martin Lanig gleichauf mit Aleksandar Kotuljac als drittbester Torschütze in der von Bruno Labbadia betreuten Mannschaft. Negativer Höhepunkt der Spielzeit war sein Platzverweis bei der 0:1-Niederlage gegen FC Carl Zeiss Jena am 25. Spieltag, als er nach groben Foulspiels des Feldes verwiesen wurde und drei Spiele pausieren musste. In der Vorbereitung auf die Saison 2008/09 verletzte er sich bei einem Freundschaftsspiel gegen AEK Athen am Knie. Beim Auftritt in der ersten Pokalrunde gegen Kickers Offenbach konnte er jedoch wieder mitwirken, allerdings blieb er wie seine Mannschaftskollegen ohne Torerfolg und schied nach einem Treffer von Benjamin Baier direkt aus dem Wettbewerb aus.
Im DFB-Pokal 2009/10 hat Bernd Nehrig maßgeblich dazu beigetragen, dass sein Ex-Verein VfB Stuttgart aus dem DFB-Pokal ausschied. Er traf zum entscheidenden 1:0 im Achtelfinale des DFB-Pokal und schoss somit die SpVgg Greuther Fürth in das Viertelfinale. in diesem Jahr wurde er auch einmal im Juniorenteam in der Regionalliga Süd eingesetzt. 2012 erreichte er mit den Fürthern den Aufstieg in die Fußball-Bundesliga.
Im April 2012 verlängerte Nehrig seinen Vertrag mit den Fürthern bis zum 30. Juni 2014. Ende April 2013 wurde allerdings bekannt, dass er die SpVgg vorzeitig mit Ablauf der Saison 2012/13 verlässt und zum FC St. Pauli wechselt, wo er zunächst einen Vertrag bis zum 30. Juni 2016 unterschrieb und letztlich bis Ende 2018 blieb.
Anfang Januar 2019 wechselte Nehrig zum abstiegsbedrohten Drittligisten Eintracht Braunschweig, bei dem er einen Vertrag mit einer Laufzeit bis zum 30. Juni 2021 erhielt. Er hielt mit der Eintracht, die Tabellensechzehnter wurde, die Klasse. In der Vorbereitung auf die Folgesaison ernannte der neue Cheftrainer Christian Flüthmann den Mittelfeldspieler zum Mannschaftskapitän. Er hatte bereits in einigen Partien seinen zurückgetretenen Vorgänger Stephan Fürstner vertreten. Am Ende der Spielzeit 2019/20 stand der Aufstieg in die 2. Bundesliga.
Anfang September 2020 wechselte Nehrig in die laufende Saison 2020/21 der Regionalliga Nordost zum FC Viktoria 1889 Berlin und unterschrieb dort einen Vertrag bis 2022. Er kam 3-mal zum Einsatz, ehe die Spielzeit aufgrund der COVID-19-Pandemie ab November 2020 nicht mehr fortgesetzt wurde. Die Berliner wurden zum Meister erklärt und stiegen in die 3. Liga auf. Dort kam er in der Saison 2021/22 verletzungsbedingt nicht zum Einsatz. Der Verein stieg direkt wieder in die Regionalliga Nordost ab. Anschließend gewann die Mannschaft noch den Berliner Landespokal. Nehrig beendete daraufhin seine Karriere.

### Nach der aktiven Karriere
Nach dem Ende seiner Spielerkarriere wurde Nehrig zur Saison 2022/23 im Rahmen seines Studiums beim FC Viktoria 1889 Berlin Co-Trainer von Semih Keskin sowie Teammanager. Nachdem Nehrig zwischenzeitlich beim Berliner Klub auf den Sportdirektorposten gewechselt war, kam im Sommer 2024 die Trennung. 
Am 11. Dezember 2024 verkündete der Drittligist SV Sandhausen die Verpflichtung Nehrigs als neuen Teammanager, der nach einer gemeinsamen Übergangsphase bis zum Jahresende die Nachfolge Philipp Klingmanns antrat. Eine Woche später übernahm er parallel vorläufig die Tätigkeiten des Sportdirektors Matthias Imhof, dessen Vertrag mit sofortiger Wirkung am 17. Dezember aufgelöst worden war. Schon nach wenigen Tagen bat Nehrig Anfang 2025 aus privaten Gründen um Auflösung des Vertrags.

## Erfolge
- Deutscher Meister: 2007
- Meister der 2. Bundesliga und Aufstieg in die Bundesliga: 2012
- Meister der Regionalliga Nordost und Aufstieg in die 3. Liga: 2021
- Berliner Landespokal-Sieger: 2022 (ohne Einsatz)
- Deutscher A-Junioren-Meister: 2003, 2005
- Meister der A-Junioren-Bundesliga Süd/Südwest: 2005